# Pasó en América
Pasó en América es un programa de televisión argentino, conducido por «Tartu» y Sabrina Rojas, emitido por América TV, su primera temporada debutó el 8 de abril de 2024.

## Sinopsis
Un resumen de lo que se vio en el día. Lo más impactante, los momentos imperdibles, los temas que todos hablan y lo más divertido del día lo volvemos a ver.

## Historia
En sus inicios, en 2023, el programa Pasó en América no tenía conducción y solo una voz en off presentaba recortes del día de los programas del canal.  El 8 de abril de 2024, fue reestrenado y debutaron «Tartu» y Sabrina Rojas en la conducción, y Eugenia Quibel en la locución, de lunes a viernes a las 23:00hs.
El 2 de enero de 2025 se estrenó su segunda temporada, cambiando de horario a las 22:00hs, con nueva escenografía e incluyendo panelistas.

## Equipo

### Conducción
- Augusto «Tartu» Tartúfoli (2024-presente)
- Sabrina Rojas (2024-presente)

### Conductores/as de reemplazo[2]
- Daniel Ambrosino (2024)
- «Pampito» Perelló Aciar (2024)
- José María Muscari (2024)
- Guido Záffora (2024)
- Matías Alé (2024)
- Natalie Webber (2024, 2025)
- Emiliano Rella (2024)
- Carla Conte (2024)
- Delfina Gérez Bosco (2024)
- Constanza «Coty» Romero (2024)
- «Floppy» Tesouro (2024)
- Álvaro Navia (2024)
- Julieta Navarro (2024)

### Panelistas fijos
- Natalie Webber (2025-presente)
- María Fernanda Callejón (2025)
- Martín Salwe (2025-presente)

### Panelistas semanales
- María Fernanda Callejón (2025)
- Ailén Bechara (2025-presente)
- Adriana Salgueiro (2025)
- Yanina Screpante (2025-presente)

### Humoristas
- Álvaro Navia (2024-presente)

### Locutores
- Eugenia Quibel (2024-2025)
- Martín Salwe (2025-presente)

## Secciones
- Noti-bomba (2024-presente) con Álvaro Navia
- Rompeweber (2025-presente) con Natalie Webber
- Fuera de chiste (2025-presente) con Álvaro Navia